# Combe (Oxfordshire)
Combe is een civil parish in het bestuurlijke gebied West Oxfordshire, in het Engelse graafschap Oxfordshire met 768 inwoners.